# Sala silverbergslag
Sala silverbergslag, efter 1855 Sala bergslag, var ett bergslag vid Sala silvergruva. Bergslaget utgjorde ett eget bergmästardöme, Första bergmästardömet.
Sala silvergruva fick med bergsordningen den 8 augusti 1512 sin första jurisdiktion, och därmed kan Sala bergslag sägas ha bildats. Namnet till trots utvanns inta bara silver ur gruvan utan även zink och bly. Fram till en bit in på 1600-talet sköttes bergsbruket av bergslaget som utgjordes främst av tyska bergsmän, medan arbetet i gruvorna sköttes av ditkallade krigsfångar och andra som begav sig dit frivilligt för att arbeta. Fram till Sala stad grundades den 15 april 1624 lydde dock bergslaget också under Stora Kopparbergsordningen, som delvis var skriven på tyska, och de båda bergslagen var därmed möjligen att betrakta som ett bergslag. Kronan ägde alla fyndigheter i landet, och ansvarig var den aktör som stod för transporten av malmen. Länge var det bergslaget i Sala som hade denna transport.
1653 övertog Sala stad gruvtransporten, och staden övertog därmed ansvaret för gruvan. En period på 1600-talet fick bergslaget åter ansvaret, men det återgick till staden på 1680-talet.
Från att Bergskollegium bildades var det staten som tillsatte ämbetsmännen i bergslagen. Sala silvergruva blev ett eget bergmästardöme 1630, och kallades Första bergmästardömet, och hade därmed en egen bergmästare. Statligt tillsatta var bland aanat bergmästaren och geschwornern som dömde i bergstingsrätten, och inspektorerna och hade statlig tillsyn. Såsom Första bergmästardöme och producent av ädelmetaller hade Sala silverbegslag hög status. Bergmästaren kom därför att kallas bergshauptman från mitten av 1700-talet. Den förste bergmästaren var Georg Grissbach, och i successionen finns bland andra Christer Lilliecrona, Johan Funck, friherre Gustaf Funck och Jakob Henrik af Forselles.
Kronan överlämnade sitt ägarskap i Sala silvergruva den 9 september 1741 till bergslaget och Sala stad. 1855 bytte bergslagen namn till Sala bergslag.